# Stockholms Dagblad

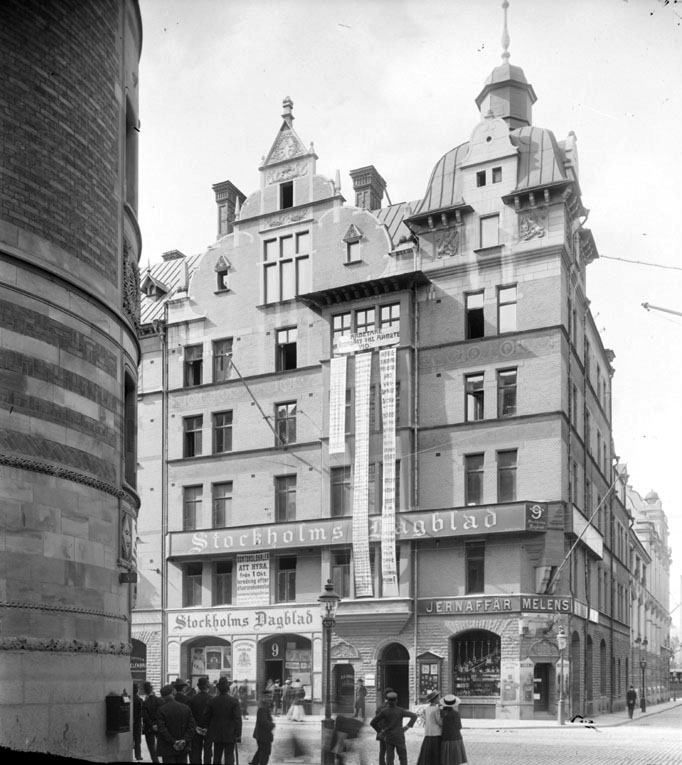
Det numera rivna redaktionshuset på Vasagatan 9, ritat av Gustaf Wickman år 1890.

Stockholms Dagblad (SD) var en konservativ morgontidning som gavs ut i Stockholm 1824–1931.

## Historik

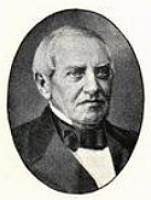
J.A. Walldén

Tidningen började utges 2 januari 1824 av notarien i poliskammaren G.E. Lodin och boktryckaren E.A. Ortman, hos vilken den trycktes. Den var ursprungligen endast en för huvudstadens behov avsedd annonstidning, i vilken mot betalning Överståthållarämbetets och poliskammarens kungörelser blev införda. Tidningen ansågs därför i början vara ett slags halvofficiellt organ för dessa myndigheter.
Vid sidan av sin ursprungliga egenskap av lokal annonstidning blev bladet under Jonas Adolf Walldéns mångåriga ledning upparbetad till en innehållsrik nyhetstidning. Av Wilhelm Walldén utvecklades tidningen ännu mera i alla riktningar, även i fråga om den politiska avdelningen, så att den i början av 1870-talet fick anseende för att vara en av Sveriges mest inflytelserika politiska tidningar. Tidningen hade för avsikt att utreda och belysa aktuella politiska frågor på ett av partiväsen oberoende sätt. Även under de följande chefredaktörernas ledning försökte tidningen hävda sin plats som de moderatas främsta organ i Sverige, även om den under den stora tullstridens år i strid mot tongivande konservativa kretsar kraftfullt bekämpade alla livsmedelstullar. Efter att alltifrån början ha utkommit varje vardag började tidningen 1885 att för varje vecka utge ett sjunde nummer, innehållande bland annat biografier, resebrev, konst och litteratur samt annan mera underhållande läsning.
Redaktionen låg till en början på Västra Trädgårdsgatan. 1878 flyttade man till Herkulesgatan och 1906 till Vasagatan 9.
Stockholms Dagblad var under senare halvan av 1920-talet Sveriges första tidning i tabloidformat. Tidningen var först med att publicera Disneyserier i Sverige, med Musse Pigg den 7 mars 1930.
I ett arrangemang av Stockholms Dagblad 1929, korades den då sjuttonåriga Gudrun Jern, till Sveriges första officiella Lucia. 
Det sista numret utkom 19 september 1931, varefter tidningen slogs samman med Stockholms-Tidningen.

## Chefredaktörer
- Karl Hildebrand, 1904–1913
- Gustaf Gustafsson, 1913–1917
- Ivar Osterman, 1917–1919
- Gustaf Reuterswärd, 1919–1921
- Wilhelm Ericson, 1921–1926
- Harald André, 1926–1928
- Ewald Stomberg, 1928–1931